# Брятко, Николай Афанасьевич
Николай Афанасьевич Брятко (20 февраля 1930, Николаев, Николаевская область, УССР — 18 декабря 2020, Саратов, Россия) — советский и российский оперный певец и музыкальный педагог. Народный артист Российской Федерации (1997), Почётный гражданин города Саратова (2007).

## Биография
Родился 20 февраля 1930 года в городе Николаеве Одесской губернии.
Работал в Башкирском театре оперы и балета.
Николай Афанасьевич длительный период работал доцентом кафедры оркестрового дирижирования и оперной подготовки Саратовской государственной консерватории имени Л. В. Собинова.
С 1972 года он связан с Саратовским академическим театром оперы и балета. Сначала солировал (бас). В последние годы трудится педагогом-репетитором по вокалу.
Около 60 музыкальных партий в операх русских и западноевропейских композиторов за плечами этого талантливого человека.
В 1971 году за большие заслуги в развитии русского музыкального искусства награждён орденом «Знак Почета».
Скончался 18 декабря 2020 года в Саратове.

## Театральные работы
- Иван Сусанин («Жизнь за царя» Глинки)
- Мельник («Русалка» Даргомыжского)
- Еремка («Вражья сила» Серова)
- Борис («Борис Годунов» Мусоргского)
- Досифей («Хованщина» Мусоргского)
- Кончак, Галицкий («Князь Игорь» Бородина)
- Гремин («Евгений Онегин» Чайковского)
- Кочубей («Мазепа» Чайковского)
- Рене («Иоланта» Чайковского)
- Джеронимо («Тайный брак» Чимарозы)
- Дон Базилио («Севильский цирюльник» Россини)
- Спарафучиле («Риголетто» Верди)
- Филипп («Дон Карлос» Верди)
- Мефистофель («Фауст» Гуно)

## Звания и награды
- Орден «Знак Почёта» (1971);
- Народный артист Российской Федерации (1997);
- Заслуженный артист РСФСР (1976);
- Заслуженный артист Башкирской АССР (1969);
- Почетный гражданин города Саратова (2007);
- Нагрудной знак Губернатора Саратовской области «За любовь к родной земле».

Грамоты и благодарственные письма Губернатора Саратовской области.